# 大阪狭山市文化会館
大阪狭山市文化会館（おおさかさやましぶんかかいかん）は大阪府大阪狭山市にある多目的ホール。愛称はSAYAKAホール又はさやかホールである。

## 概要
- 大ホール(1200席）、小ホール(362席)、コンベンションホール、展示ホール、大会議室が2室、中会議室、小会議室が2室、リハーサル室が2室、和室、美術室がある。
- 開館時間9:00 - 22:00 　休館日は祝日を除いた火曜日。
- 館内には「レストランSAYAKA」があり、営業時間は11:00 - 18:00である。

## 交通
- 南海高野線 大阪狭山市駅から徒歩約3分。
- 大阪狭山市循環バス（コミュニティバス） 「さやかホール」下車
- 300台の有料駐車場と無料駐輪場。